# Географія Греції
Греція — європейська держава на півдні Балканського півострова та численних островах. На півночі межує з Албанією, Північною Македонією та Болгарією, на сході — з Туреччиною. Південні береги омиваються Середземним морем, західні — Іонічним, східні — Егейським. До складу Грецької республіки також входить автономна чернеча республіка Афон, розташована на півострові Халкідіки Айон-Орос.

## Назва
Назва країни Греція походить від назви її народу — греки (лат. Grecus). Аристотель припускав, що ця назва стосується корінних народів Епіру (гірський прибережний район, оточений Егейською Македонією і Фессалією). Самоназва країни Еллада (грец. Ελλάδα (Еллада)), походить від прадавнього однойменного міста, заснованого Геленом, або Елліном.

## Геологія

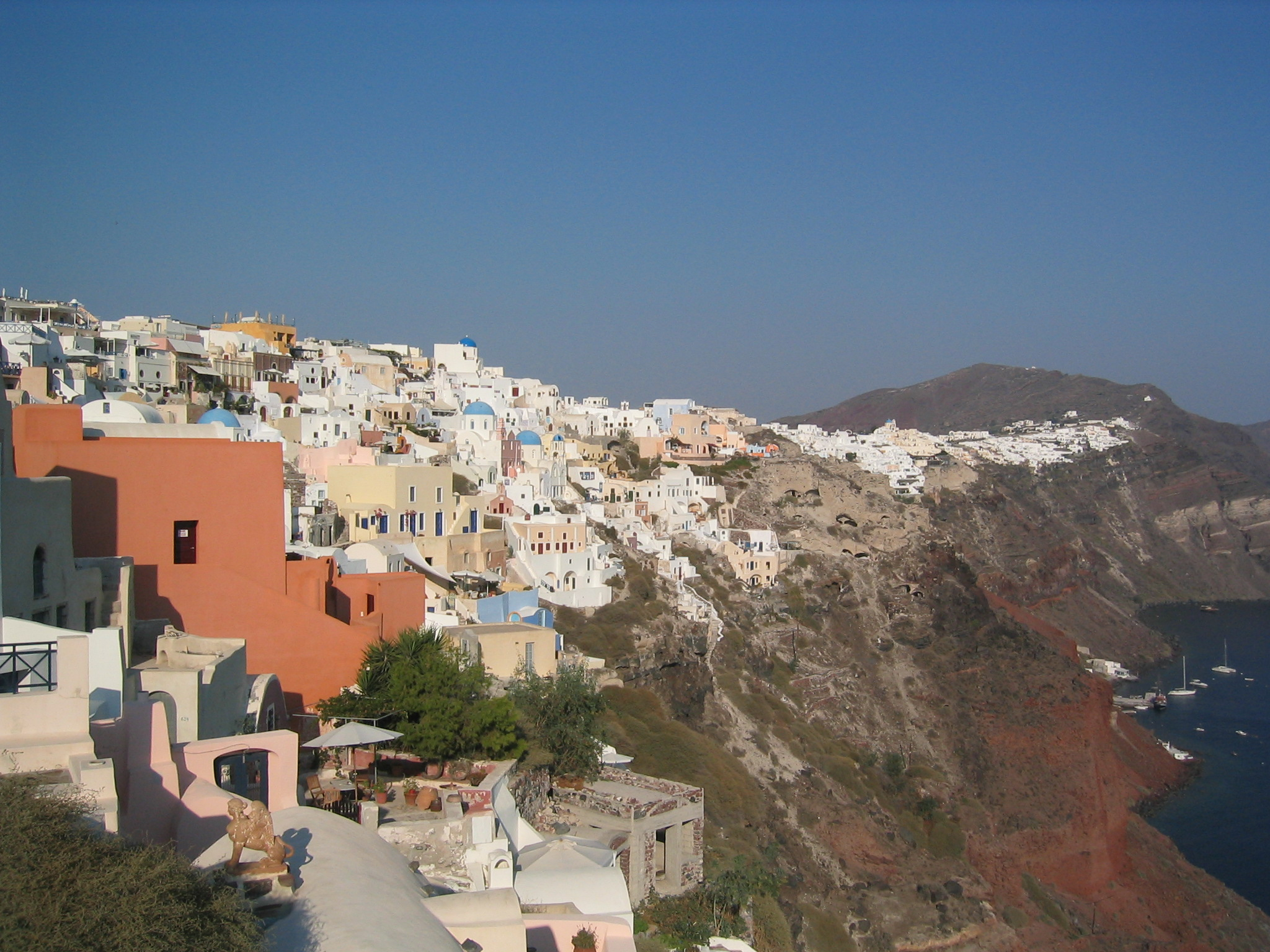
Вулканічний острів Санторіні

### Корисні копалини
Корисні копалини включають буре вугілля, нафту, залізні руди, боксити, свинець, цинк, нікель, магнезит, мармур. Клімат Греції субтропічно середземноморський, ускладнений висотною поясністю.

## Рельєф

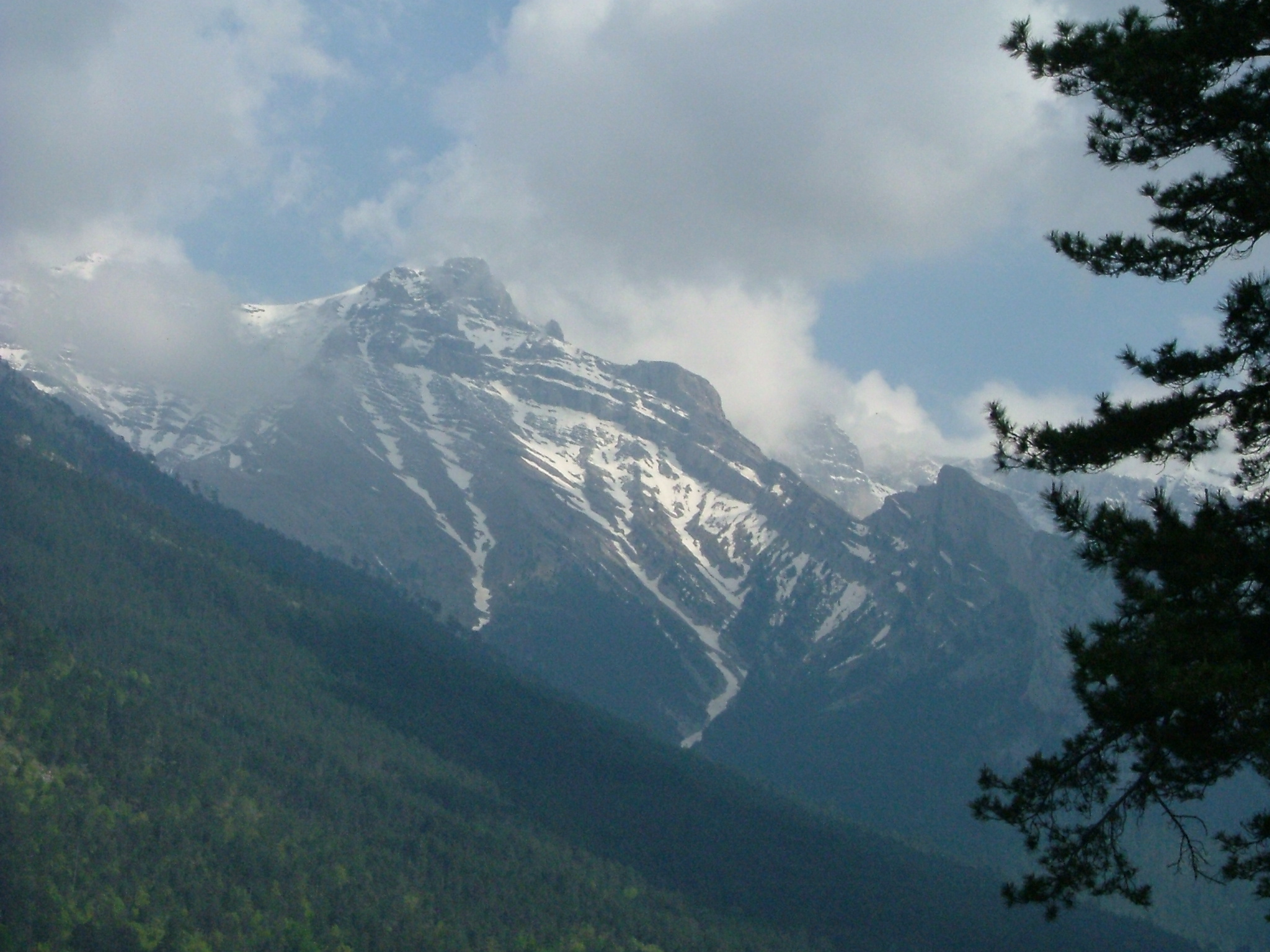
Гора Олімп, Фессалія

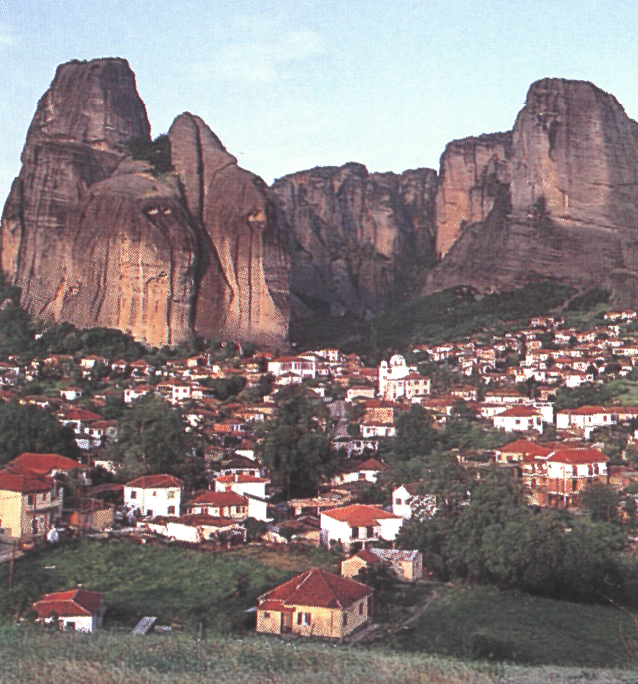
Скелі Метеори у Фессалії, селище Кастракі

Греція — гірська країна, розташована в поясі сухих субтропіків. Близько 4/5 території Греції — середньовисотні гори (найбільша — гора Олімп, висота 2 917 м) та плоскогір'я. Вздовж узбережжя Егейського моря невеликі рівнини (Фессалійська, Салонікська та інші). Береги сильно розчленовані.

#### Материкова Греція
Центральна частина материкової Греції на півночі від Коринфської затоки зайнята масивною гірською системою Пінд, яка є продовженням Динарського нагір'я, що тягнеться через всю колишню Югославію і Албанію. Цей гористий і порізаний район відрізняється великою різноманітністю ландшафтних форм. Західна частина півострівної Греції (Епір) складена вапняками. Тут поширені карстові форми рельєфу. На півночі стійкіші породи — граніти і гнейси — перемежаються з вапняками і утворюють сильно розчленований ландшафт північного Пінду. Східна частина півострівної Греції має складнішу мозаїчну будову з чергуванням брилових нагір'їв і грабенів, Фессалійська рівнина — найбільша з таких міжгірних западин.

#### Північна Греція

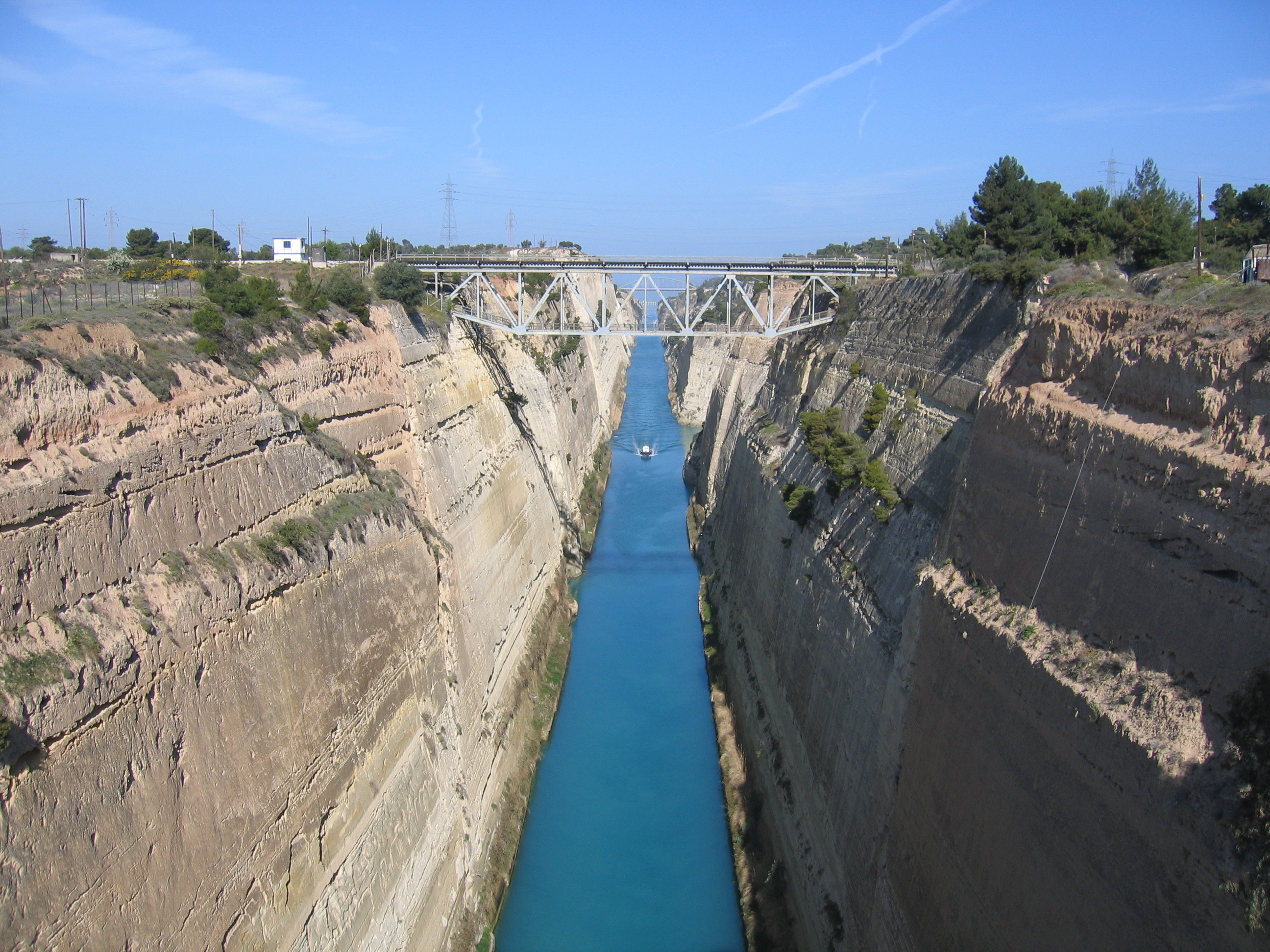
Коринфський канал поєднує Саронічну затоку Егейського та Коринфську затоку Іонічного моря

На півночі розташовується скелястий гірський район, увінчаний вершиною Олімп (2 917 м), де, за переказами, мешкали грецькі боги. Система Пінда завершується на півдні горою Парнас (2 457 м), що підноситься над Коринфським затокою. Далі на схід тягнеться невеликий гірський відріг, що відділяє рівнини Аттики, де розташовані зокрема й Афіни, від рівнин Беотії. Гори переважно аридні, з тонким ґрунтовим покривом. Чагарники і ліси покривають 44 % території країни, в тому числі ліси становлять 19 %.

### Узбережжя
пр

### Острови

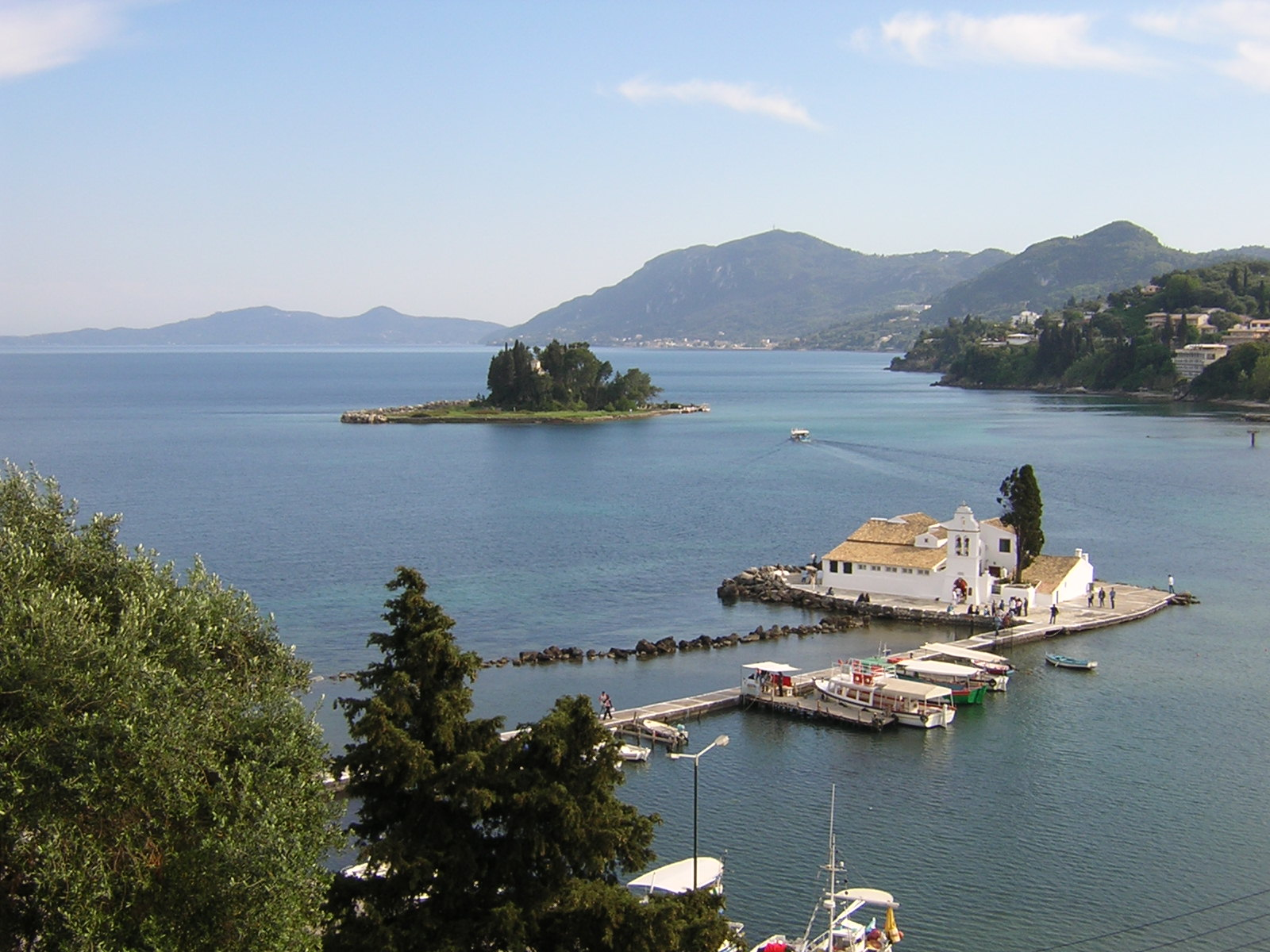
Острів Понтіконісі поблизу острова Корфу

Грецький архіпелаг — декілька груп островів в Егейському морі (Північні і Південні Споради, Кіклади, Крит, Евбея, Хіос, Лесбос та інші; всього порядку 3 000, а якщо брати до уваги і морські скелі — наближається до 10 000. Однак заселених островів всього близько 160.
Загальна площа Грецького архепелагу — 20 тисяч км². Острови гористі, висота до 2 456 м (гори Лефка Орі на острові Крит). Відрізняються високою сейсмічністю, проявами вулканічної діяльності. Тут розташовані селища з традиційною архітектурою, фортеці, церкви, монастирі. Ці острови володіють багатою і довгою історією, а вік стародавніх цивілізацій, що існували на них, перевищує 4000—5000 років.

## Клімат
Клімат субтропічний, середземноморський, з спекотним сухим літом і м'якою вологою зимою. Середня температура липня в Афінах 27°C, січня 9 °C. Кількість опадів в рік від 350 мм на рівнинах до 1 400 мм в горах. На півночі країни і на висотах понад 600 м взимку температура нижче 0 °C.

## Гідрографія

### Річки

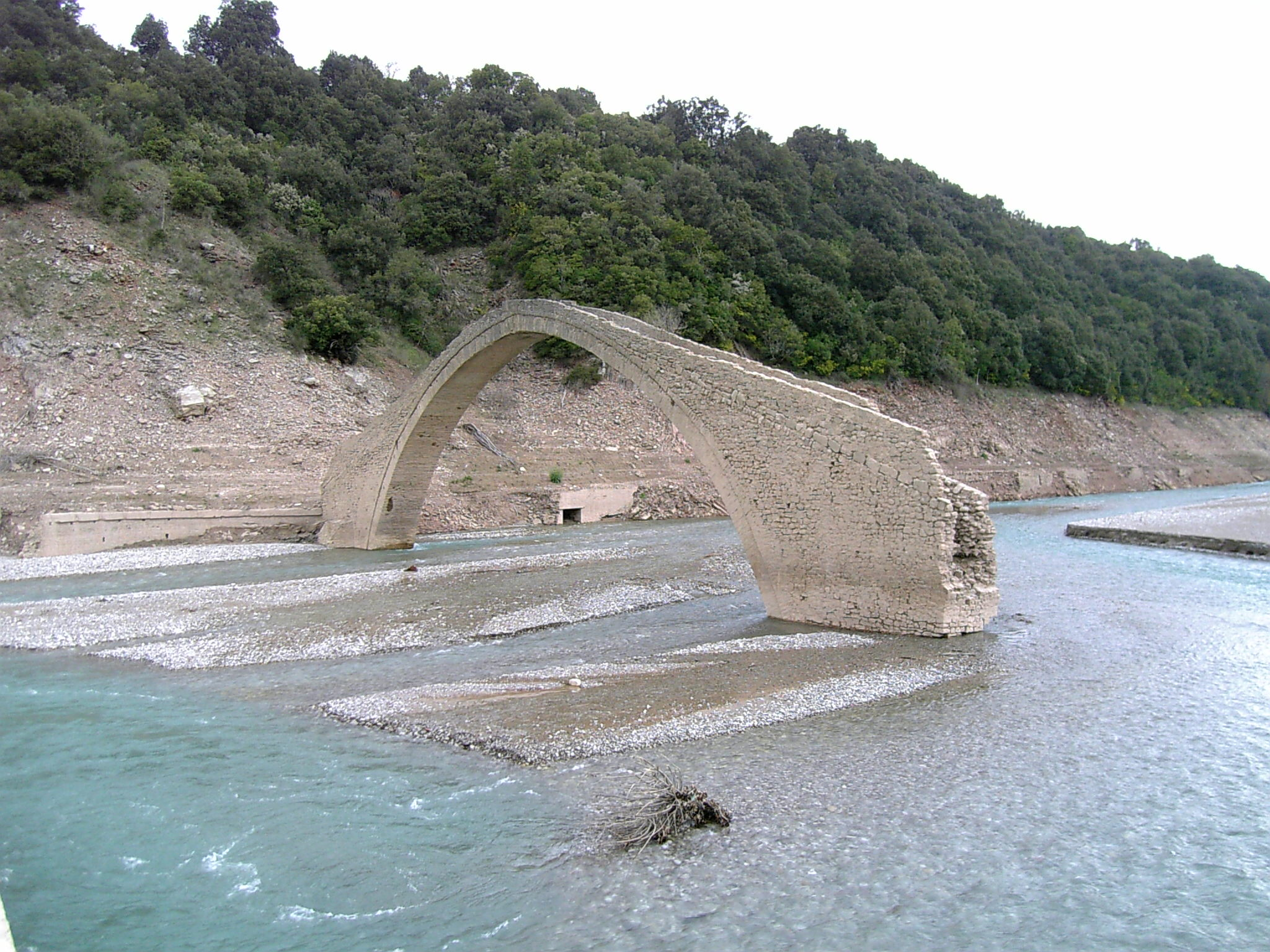
Міст Маноліса, побудований 1659 року на річці Аграфіотіс

Річки Греції відносно невеликі за протяжністю та водністю. Переважають гірські річки, які часто протікають по тектонічних розломах. Їх живлення переважно дощове і снігово-дощове, водність помітно скорочується влітку. Найбільші річки Аліакмон, Вардар, Мариця, Струма, Нестос беруть початок поза межами Греції. Деякі з них використовуються для зрошення.

### Озера

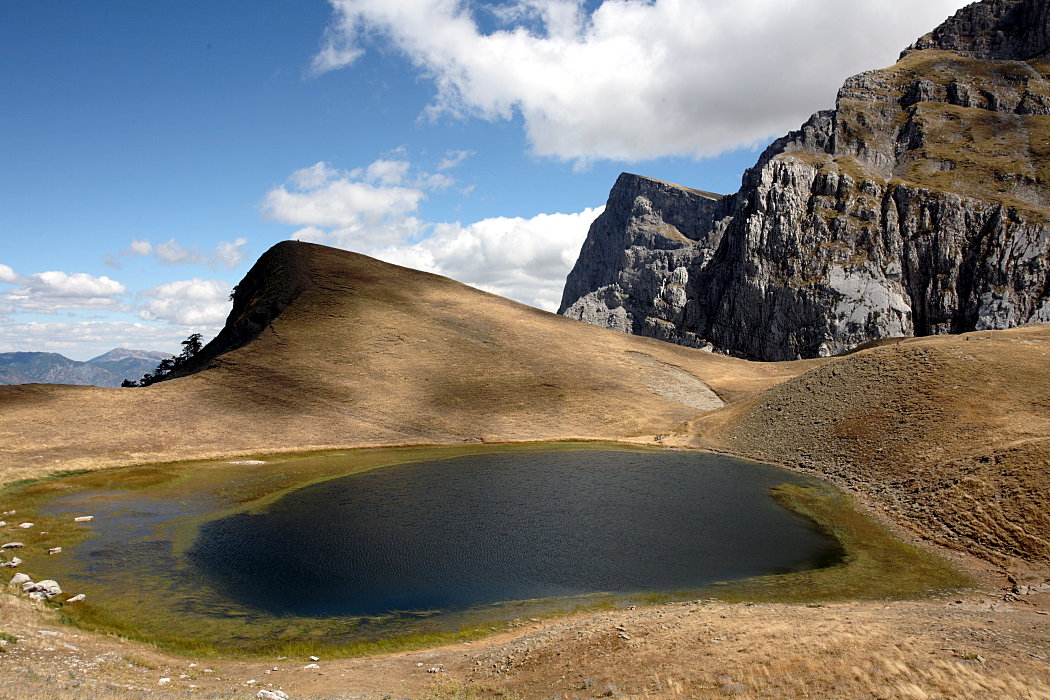
Гора Гаміла та озеро Драколімні

Серед озер Тріхоніс — найбільше озеро Греції, розташоване в номі Етолія і Акарнанія, а також Преспа, Вістоніда, Вулісмені, Коронія, Орестіада, Лісімахія, Яніна та інші. Багато карстових озер, розвинені мінеральні джерела.

## Ґрунти
Ґрунти в прибережних і низькогірних районах коричневі і буро-коричневі; в Східній Фессалії, на Пелопоннесі, Спорадах — гірські червоні ґрунти. Ґрунтовно-кліматичні умови більшості областей Греції сприятливі для виноградарства, однак у багатьох районах ґрунти також піддаються інтенсивним ерозійним процесам.

## Рослинність
Рослинність Греції різноманітна (зафіксовано близько 5500 видів рослин), особливо багата на унікальні, ендемічні види. Вражає безліч диких квітів, особливо навесні, коли всі схили вкриті різнобарвним килимом. Серед них анемони, косарики, цикламени, півники, тюльпани, лілії і багато інших. Найціннішим деревом для всього Середземномор'я є олива, з плодів якої виготовляють оливкову олію. Поширені багатовікові платани і кипариси.
У минулому територія Греції була густо залісненою, однак більшу частину цих лісів люди знищили ще на початку античності. Найбільші лісові масиви наразі збереглися в північній Греції, в горах Фракії, Македонії та Епіру. Крім того, на північних і східних островах Егейського й Іонічного морів значні території вкриті сосновими і широколистяними лісами. Сучасна лісистість становить близько 15 %. Зафіксовано понад 200 видів дерев.
У південній частині материкової Греції до висот 750—900 м поширені маквіс, представлений вічнозеленими чагарниками (такими як мирт, ялівець, рокитник, терен тощо), діброви та соснові ліси. На висотах до 1000 м розповсюджені листопадні широколистяні дерева — дуб, бук, каштан, ясен. На гірських вершинах зростають переважно ялицево-соснові ліси.
На півночі Греція дуб поширений переважно на низьких схилах. На висотах до 750—1000 м розповсюджені ліси з ясена, клена, липи, в'яза, каштана, волоського горіха. До висот 1800—1950 м поширені букові, а вище — хвойні ліси. Верхня межа лісу — близько 2 000 м, на горі Олімп — 2 200 м, вище поширені гірські луки з великою кількістю ендемічних рослин.
В останні роки аномально спекотні літні сезони супроводжуються лісовими пожежами, що завдали значної шкоди не тільки рослинності, але й екосистемам в цілому.
|                                     |                                                       |                                                                        |
| Дракункулюс звичайний, острів Тасос | Європейська чорна сосна, гірський ліс поблизу Потамії | Ліс біля Пефкакії, де молоді сосни пробиваються після пожежі 2007 року |

## Тваринний світ
Значна частина диких тварин зникла в Греції разом з лісами. На території Греції мешкає безліч тварин, занесених до Червоної книги, серед них: середземноморська черепаха морська, тюлень-монах, який і досі зустрічається у прибережних водах. Серед інших морських ссавців найпоширеніші дельфіни.
З-поміж хижих ссавців у горах донині зустрічаються лисиця, дикий лісовий кіт, ендемічний кам'яний козел, хом'ячок сірий. У горах Пінду, уздовж кордону з Болгарією, зустрічаються гірський козел і бурий ведмідь. Північні ліси також слугують домівкою куницям, оленям, сарнам, вовкам, диким кабанам і рисі. Також шакали зустрічаються в лісах на півдні країни. Найчисленніші серед ссавців — гризуни, південні види кажанів і комахоїдні — землерийки, їжаки, кроти.
У Греції також багато змій, ящірок, черепах (особливо поширені суходільні грецькі черепахи). Вони легко переносять спеку і брак вологи в посушливий літній сезон. Серед ящірок для Греції найтиповіші скельна, грецька гостроголова, пелопоннеська, іонічна і найбільша в Європі — зелена ящірка. Серед змій особливо поширені полози, вужі, рогата гадюка.
Серед хижих птахів переважають сови, орли і шуліки, на узбережжях багато мартинів. Характерні для Греції також довгоносий баклан, кучерявий пелікан, лелека. У лісах живе південний зелений дятел, гірська вівсянка.
|                                       |                                              |                                                    |                             |                                                     |
| Ендемічний козел крі-крі, острів Крит | Dactylopterus volitans, поблизу острова Крит | Тюлень-монах у прибережних водах Серіфоса, Кіклади | Дельфін півострів Халкідіки | Рожевий пелікан Петрос, офіційний талісман Міконоса |

## Охорона природи

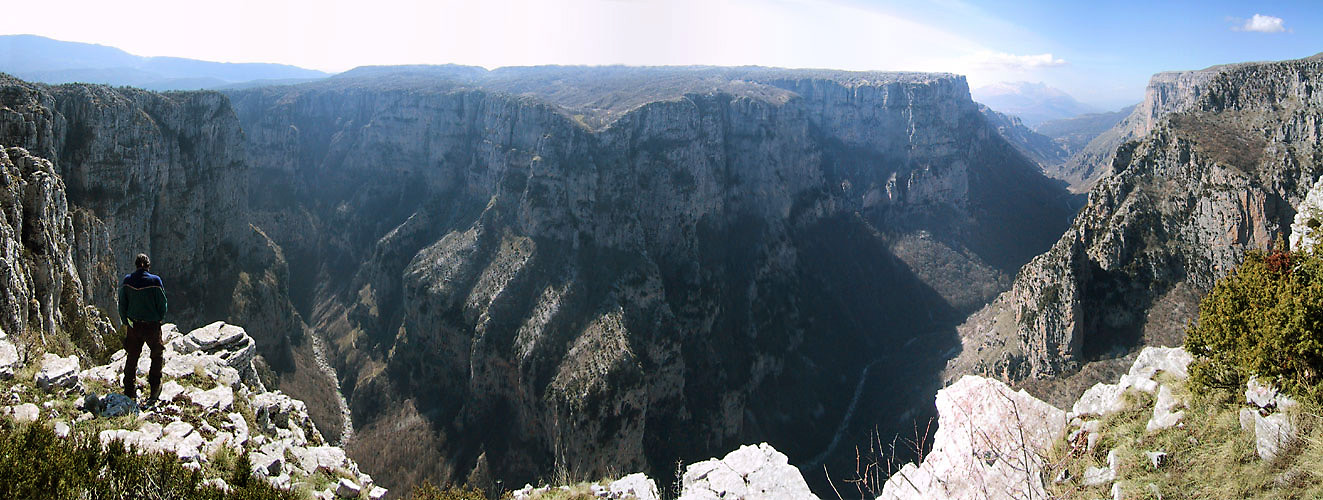
Національний парк Вікос-Аоос

Територія Греції вкрай роздроблена, має багато екосистем. Майже 5 % всієї берегової лінії Греції займають екологічно-чутливі водно-болотні території, 11 з них взяті під охорону держави. Дві третини всього населення Греції живе не далі, ніж за 2 км від берега, де розташовані найбільші міста країни. Туристичні потоки, спрямовані на узбережжя Греції, створюють значне навантаження на екосистеми регіону. Для підтримки екологічного балансу в особливо крихких екосистемах створюються охоронні території: національні парки, заказники та заповідники.
Серед суходільних національних парків Греції: Олімп, Парніта, Парнас, Самарія, Вікос-Аоос, Енос, Суніон, Іті, Пінд,озеро Преспа. Є також два морські національні парки — Національний морський парк Алонісос-Північні Споради та Закінф. Екологічний музей просто неба в Епірі — природний парк Буразані. Крім того, є 51 охоронна природна пам'ятка, 113 орнітологічних центрів і 300 територій мережі CORINE (англ. Coordination of Information on the Environment).